# Haus Blessenohl

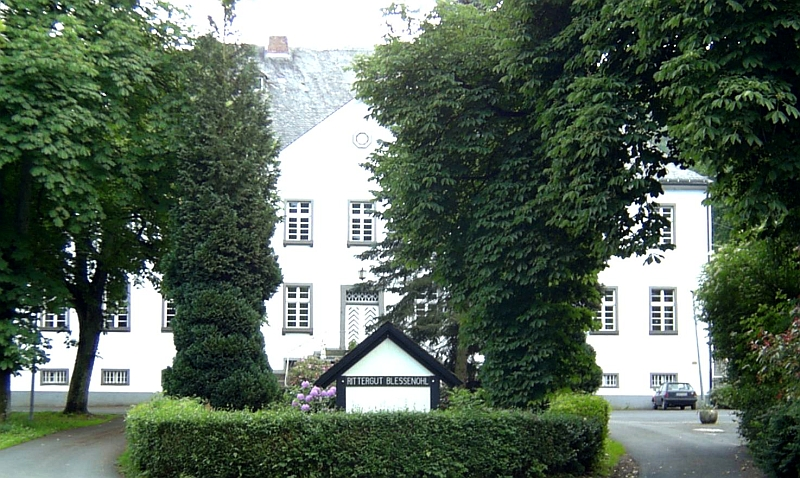
Haus Blessenohl

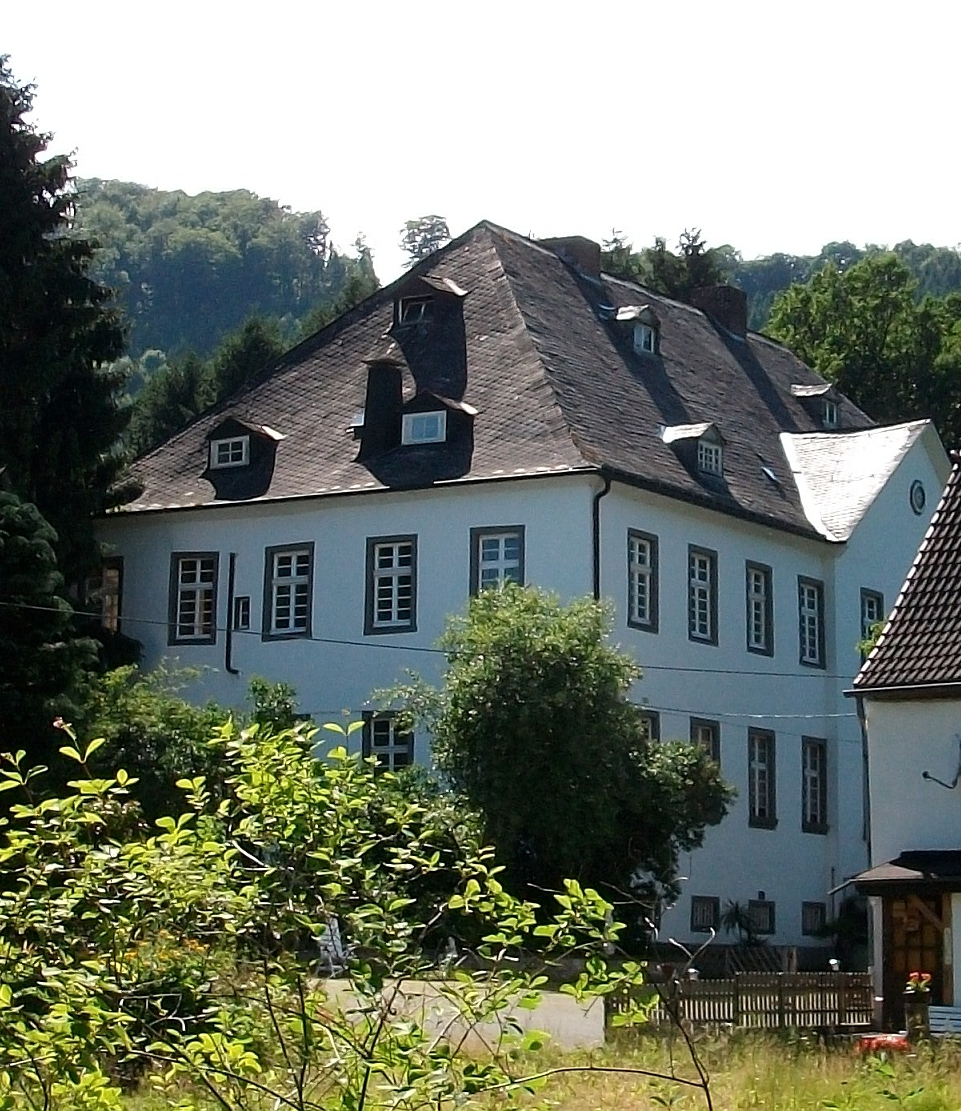
Seitenansicht

Das Haus Blessenohl befindet sich rund zwei Kilometer nördlich von Eslohe-Wenholthausen an der Landesstraße 541. Ende 2012 hatte Blessenohl drei Einwohner.

## Geschichte
Der Hof zu Blessenohl wurde 1425 erstmals urkundlich erwähnt. Der damalige Besitzer war Heinrich von Beringhausen. Zwei Jahre später wurde der Besitz an die Familie von Schade veräußert. Josef Anton von Schade beabsichtigt im Jahr 1749, sein Gut Blessenohl in eine Johanniterkommende umzugestalten. Der Plan wird jedoch nicht ausgeführt. In den Jahren 1741 bis 1742 wurde der Bauernhof dann zu einem Rittergut ausgebaut. Bis zu dessen Verkauf am 2. Februar 1817 blieb die Familie von Schade Eigentümer des Hauses. 
Neuer Besitzer wurde anschließend Caspar von Wrede aus Amecke. Nach seinem Tod im Jahre 1832 kaufte zwei Jahre später Maximilian von Kleinsorgen das Gut und verlegt seinen Wohnsitz von Schüren nach Blessenohl. 1846 erhielt von Kleinsorgen den Freiherren-Titel. Er vereinigt im Jahr 1869 seine drei Güter Blessenohl, Schüren und Bettinghausen zu einem Familienfideikommiss.
Das Gut wurde nach 1933 von den Nationalsozialisten besetzt. Nach der Besetzung wurde das Anwesen als vormilitärisches Jugendbildungslager genutzt. Im Jahre 1940 starb der in Blessenohl beheimatete Zweig der Familie von Kleinsorgen aus. Die Witwe von Kleinsorgen (geb. Tesch) heiratete nach dem Tod ihres Mannes Antonius Eickelmann zu Lüdinghausen. Nach ihrem Tod fiel das Erbe an ihre Nichte Ursula Molzan. 
Gegen 1952 übernahmen Nonnen den Besitz, um in der Liegenschaft ein kirchliches Altersheim einzurichten. In der Zeit von 1986 bis 2005 nutzte der Landschaftsverband das Gut als Jugendheim. 2009 kam das Gut wieder in Privatbesitz.